# Confédération Kubuna

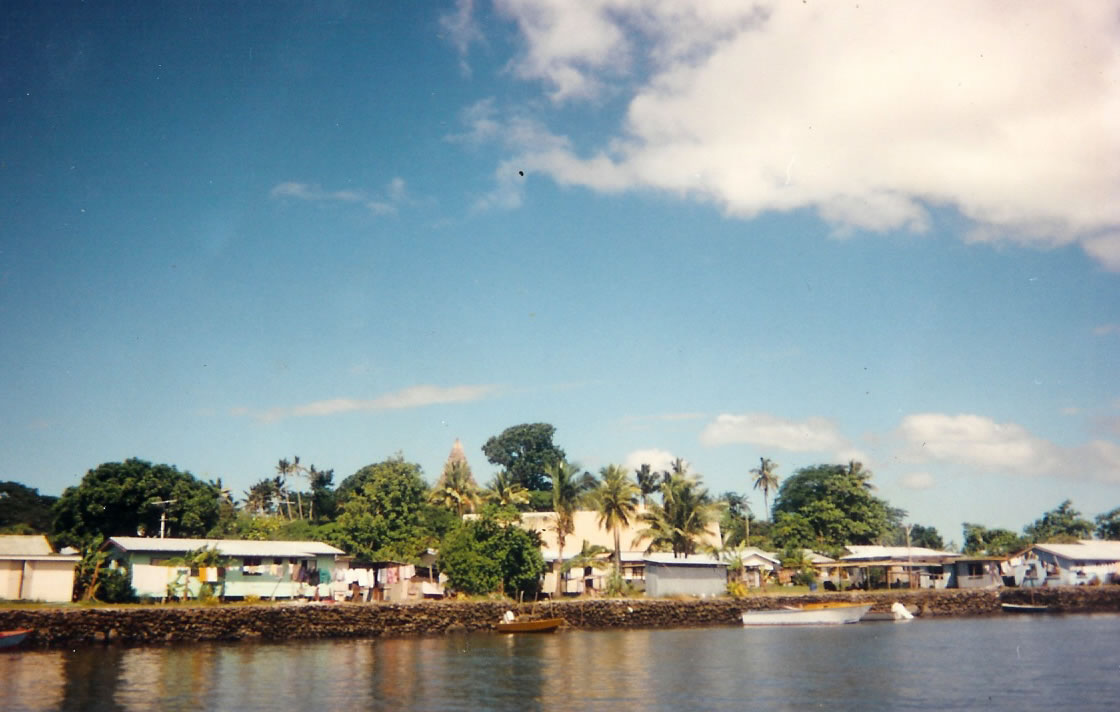
île de Bau (Fidji). Photo prise par Laurent Nevers en avril 1994.

La confédération Kubuna est l'une des trois confédérations de tribu ou matanitu de l'archipel fidjien et généralement considérée comme coutumièrement la plus importante. Son siège est situé sur l'île de Bau. Le grand chef de la confédération qui porte le titre de Vunivalu est généralement aussi celui de Bau. Parmi ses titulaires Seru Epenisa Cakobau, est  celui qui unifia l'archipel au XIXe siècle. Le titre semble être aujourd'hui disputé par plusieurs lignées depuis le décès de son dernier titutlaire, l'ancien gouverneur général des Fidji Ratu George Cakobau en 1989. Son territoire s'étend sur le nord, l'est et une partie du centre de Viti Levu et l'archipel Lomaiviti dont l'île principale Ovalau.